# Беки Џи
Ребека Мари Гомез (енгл. Rebbeca Marie Gomez; 2. март 1997), познатија као Беки Џи (енгл. Becky G), америчка је певачица, текстописац, реперка, глумица и модел. Њен музички стил је интеграција жанрова латино попа и поп-репа. Постала је позната 2011, након постављања ремикса популарних песама на Јутјубу. Њен први дебитантски сингл, Becky From The Block (2013), који је кавер песме Jennifer Lopez, у коме се говори о прошлости, или о животу пре славе, имао је позитиван пријем у јавности.
Њен следећи сингл Can't Get Enough (2014) у коме се појављује Pitbull се прославио и доспео на врх топ листе у Северној Америци.

## Младост
Ребека се родила у Инглвуду, као ћерка Алехандре и Франциска Гомеза. Ребека је мексичког порекла. Финансијске потешкоће су навеле њене родитеље да продају кућу и уселе се у гаражу њеног деде и баке у Инглвуду, када је имала 9 година. Са жељом да помогне својим родитељима да сакупе новац, Беки је почела да ради хонорарне послове. Од шестог разреда се почела школовати код куће због насиља којег је трпела у школи. Такође је почела да снима себе преко апликације Гаражбенд. Као музичке узоре наводи Кристину Агилеру, Талију и Џенифер Лопез.

## Каријера

### Почетак каријере:и
Пре започињања соло каријере, Гомез је од 2009. била чланица женске поп групе G.L.A.M. а касније, чланица групе B.C.G.

### 2011—13: Јутјуб и
Почетком 2011, Гомез је постављала кавере на Јутјубу, с тим да њени текстови прате матрицу популарних хип-хоп и поп песама, као што су: Take Care, Novacane, Straight Up, This Is Why I'm Hot, и Boyfriend. Ове песме требало је да се нађу на миксованој касети @itsbeckygomez, али никада нису пуштене у продају. Послушавши кавер песме Џеј-Зија и Кање Веста Otis, текстописац Др Лук јој потписује уговор са издавачком кућом Sony Music Entertainmentа, Кемосејб Рикордсом. 2012, Беки Џи снима дуете са аустралијским певачем Кодијем Симпсоном, Wish U Were Here, британском певачицом Шерил Кол, Oath и ремикс песме Die Young од Кеше, Ђуси Џеја и Виз Калифе. За цртани филм Хотел Трансилванија снимила је песму Problem (The Monster Remix) у дуету са репером Вилајемом.
Дана 8. априла 2013, Гомез је издала кавер верзију песме Џенифер Лопез Jenny from the Block под новим називом Becky from the Block, у којој пева о свом животу пре славе. 6. маја објављује спот за песму Play It Again, који се издаваја као њен први сингл са деби ЕП-а Play It Again, пуштеног у продају 16. јула 2013. Њен други синл Can't Get Enough у дуету са Питбулом, заузима прво место на Билбордовој листи у категорији Латино Ерплеја.

### 2014—данас: Деби студијски албум
Беки Џи је 23. априла 2014. издала свој први сингл са предстојећег деби албума под називом Shower. Сингл се нашао на 16. позицији Билбордове 100 листе. Наредни сингл Can't Stop Dancin, издат 4. новембра, заузео је 88. позицију. 2. априла 2015, Беки издаје свој трећи сингл са неименованог албума Lovin' So Hard, продуцираног од стране Др Лука и премијерно изведеног на Рејдио Дизни Авордс.
Билборд магазин је потврдио да ће Беки Џи наступити на Лонг Бичу у Калифорнији, у част певачици Џени Ривери, која је настрадала у авионској несрећи 2012. године. Концерт је био планиран да се одржи 2. јула, на њен 46. рођендан.
Беки Џи је 26. јуна 2015. издала песму We Are Mexico у знак солидарности са Латино заједницом као одговор на примедбу републиканског кандидата за председничке изборе Доналда Трампа против илегалних мексичких имиграната. 20. августа 2015, издаје сингл „Break a Sweat”. 30. октобра исте године избацује песму You Love It. Истог дана је кастинговала за улогу Трини, жутог ренџера у филму Моћни ренџери. 24. јуна 2016, Беки издаје свој први латино сингл Sola.
Одржала је своју турнеју: Becky G Tour (2019), Турнеју са J. Balvinom (2015) и као гост на турнеји групе Fifth Harmony (2017), код Demi Lovato (2014), Katy Perry (2014) и на турнеји Enriquea Iglesiasa (2017).
Дана 19. априла на свом јутјуб каналу објавила је песму La Respuesta (Одговор) са репером Maluma.

## Дискографија
- (2013)
- (2019)

## Филмографија

### Филм и телевизија
| Година | Назив                            | Улога                  | Белешке                                                                          |
| ------ | -------------------------------- | ---------------------- | -------------------------------------------------------------------------------- |
| 2008.  | Смокинг                          | Пример                 | кратак филм                                                                      |
| 2008.  | Станица улица Олвера             | Клаудија Гомез         | телевизијски филм                                                                |
| 2011.  | Кућа греха                       | Нина                   |                                                                                  |
| 2014.  | Мајхоуми Меднес                  | Розалиа                | епизода: „Austin Mahone Shows His Tour Bus and Hangs with Becky G” (епизода 33)  |
| 2014.  | Тинејџери би да знају            | саму себе              | епизода: „DJ Young Slade & Flips Audio Headphones Review” (сезона 3, епизода 19) |
| 2014.  | Ваш срећан дан                   | саму себе              | епизода: „Gabriel Valenzuela y Río Roma” (епизода 1)                             |
| 2014.  | Питбулова новогодишња револуција | саму себе              |                                                                                  |
| 2015.  | Остин и Али                      | саму себе              | епизода: „Dancers & Ditzes” (сезона 4, епизода 10)                               |
| 2015.  | Емпајер                          | Валентина Галиндо      | 2 епизоде                                                                        |
| 2017.  | Моћни Ренџери                    | Трини Кван/Жути ренџер | играни филм                                                                      |
| 2018.  | A-X-L                            | Сара Рејес             | играни филм                                                                      |
| 2023.  | Плава Буба                       | Каџи Да (глас)         | играни филм                                                                      |

### Видеографија
| Спот                          | Година | Режисер                            |
| ----------------------------- | ------ | ---------------------------------- |
| Problem (The Monster Remix)   | 2012.  | П. Р. Браун                        |
| Oath                          | 2012.  | Хана Лукс Дејвис                   |
| Becky from the Block          | 2013.  | Chrisp Productions, Definite Films |
| Play It Again                 | 2013.  | Џес Холзворт                       |
| Built For This                | 2013.  | Беки Џи                            |
| Can't Get Enough              | 2014.  | Харпер Смит                        |
| Shower                        | 2014.  | Тим Нацкаши                        |
| Can't Stop Dancin             | 2014.  | Хана Лукс Дејвис                   |
| Lovin' So Hard                | 2015.  | Ендру Молина                       |
| Break a Sweat                 | 2015.  | —                                  |
| Como Tú No Hay Dos            | 2015.  | Хана Лукс Дејвис                   |
| Sola                          | 2016.  | Франк Борин, Беки Џи               |
| Mangú                         | 2016.  | Франк Борин, Беки Џи               |
| Take It Off                   | 2016.  | Даниел Дјуран                      |
| Todo Cambio                   | 2017.  | Даниел Дјуран                      |
| Mayores                       | 2017.  | Даниел Дјуран                      |
| Díganle                       | 2017.  | Мајк Хо                            |
| Que Nos Animemos              | 2017.  | —                                  |
| Christmas C’mon               | 2017.  | —                                  |
| Ya Es Hora                    | 2018.  | —                                  |
| Sin Pijama                    | 2018.  | Даниел Дјуран, Беки Џи             |
| Zooted                        | 2018.  | Даниел Дјуран                      |
| Mi Mala (Remix)               | 2018.  | Даниел Дјуран, Давид               |
| Díganle (Tainy Remix)         | 2018.  | David Rousseau                     |
| Cuando Te Besé                | 2018.  | Палома Валенциа                    |
| Mad Love                      | 2018.  | Сара Меколган                      |
| Pienso en Ti                  | 2018.  | —                                  |
| Booty                         | 2018.  | Пабло Ларкуен                      |
| Bubalu                        | 2018.  | Еиф Ривера                         |
| Lost in the Middle of Nowhere | 2019.  | Алек Алвга                         |
|                               | 2019.  | Лула Карвалхо                      |
|                               | 2019.  | Алек Алвга                         |
|                               | 2019.  | Даниел Дјуран                      |
|                               | 2019.  | Даниел Дјуран                      |
|                               | 2019.  | Филип Анделман                     |
|                               | 2019.  | Даниел Дјуран                      |
|                               | 2019.  | Еиф Ривера                         |
|                               | 2019.  | —                                  |
|                               | 2019.  | Марк Класфелд                      |
|                               | 2019.  | Филип Лопез                        |
|                               | 2019.  | Daniel Duran & Pedro Araujo        |
|                               | 2020.  | —                                  |
|                               | 2020.  | Даниел Дуран                       |
|                               | 2020.  | Joaquín Cambre                     |
|                               | 2020.  | Мајк Хо                            |
|                               | 2020.  | —                                  |
|                               | 2020.  | Pedro Araujo                       |
|                               | 2020.  | José Emilio Sagaró                 |
|                               | 2020.  | David Rousseau, Bobby Viera        |
|                               | 2020.  | Мајк Хо                            |
|                               | 2021.  | Both                               |
|                               | 2021.  | Даниел Дјуран                      |
|                               | 2021.  | Both                               |
|                               | 2021.  |                                    |
|                               | 2021.  | Ariel Navarrete Spahn              |
|                               | 2021.  | Julián Levy,Squid                  |
|                               | 2021.  | Мајк Хо                            |
|                               | 2021.  | Alexandre Moors                    |
|                               | 2021.  | Мег Гамез                          |
|                               | 2022.  | Мајкл Гарсија                      |
|                               | 2022.  |                                    |
|                               | 2022.  |                                    |
|                               | 2022.  |                                    |
|                               | 2022.  |                                    |
|                               | 2022.  |                                    |
|                               | 2022   |                                    |
|                               | 2022   |                                    |
|                               | 2023   |                                    |
|                               | 2023   |                                    |
|                               | 2023   |                                    |
|                               | 2023   |                                    |
|                               | 2023   |                                    |
|                               | 2023   |                                    |
|                               | 2024   |                                    |
|                               | 2024   |                                    |
|                               | 2024   |                                    |
|                               | 2024   |                                    |
|                               | 2024   |                                    |

## Награде и номинације
| Награда                        | Година | Категорија                               | Резултат   |
| ------------------------------ | ------ | ---------------------------------------- | ---------- |
| Музичка награда Билборд Латино | 2015.  | Уметник године                           | Номинација |
| Омладинска награда             | 2013.  | Младо откровење                          | Номинација |
| Омладинска награда             | 2015.  | Мој омиљени поп/рок уметник              | Номинација |
| Омладинска награда             | 2015.  | Омиљени хит                              | Освојено   |
| Омладинска награда             | 2016.  | Мој омиљени поп /рок уметник             | Номинација |
| Омладинска награда             | 2016.  | Мој омиљени твитераш                     | Номинација |
| Омладинска награда             | 2016.  | Најбољи стил                             | Освојено   |
| Награда Наша ствар             | 2015.  | Женски поп уметник године                | Номинација |
| Музичка награда Радио Дизни    | 2014.  | Најбољи нови уметник                     | Освојено   |
| Музичка награда Радио Дизни    | 2014.  | Уметник са најбољим стилом               | Номинација |
| Музичка награда Радио Дизни    | 2015.  | Најатрактивнија нова песма               | Освојено   |
| Музичка награда Радио Дизни    | 2015.  | Уметник са најбољим стилом               | Освојено   |
| Музичка награда Радио Дизни    | 2016.  | Уметник са најбољим стилом               | Освојено   |
| Музичка награда Радио Дизни    | 2016.  | Уметник са најбољом денс песмом          | Номинација |
| Награда Тин Чојс               | 2014.  | Летњи избор женске музичке звезде        | Номинација |
| Награда Тин Чојс               | 2014.  | Музички ибор пробојног уметника          | Номинација |
| Награда Тин Чојс               | 2016.  | Музички избор парти песме                | Номинација |
| Награда Тин Чојс               | 2016.  | Телевизијски избор крадљивца сцене       | Номинација |
| Награда Тин Чојс               | 2016.  | Избор најстилизованијег женског уметника | Номинација |